# Боярка (станция)
Бо́ярка — линейная станция Юго-Западной железной дороги (Украина), расположена на перегоне Фастов I — Киев-Волынский, между остановочными пунктами Малютянка (расстояние — 3 км) и Тарасовка (4 км). Расстояние до станции Фастов I — 41 км, до станции Киев-Волынский — 16 км.

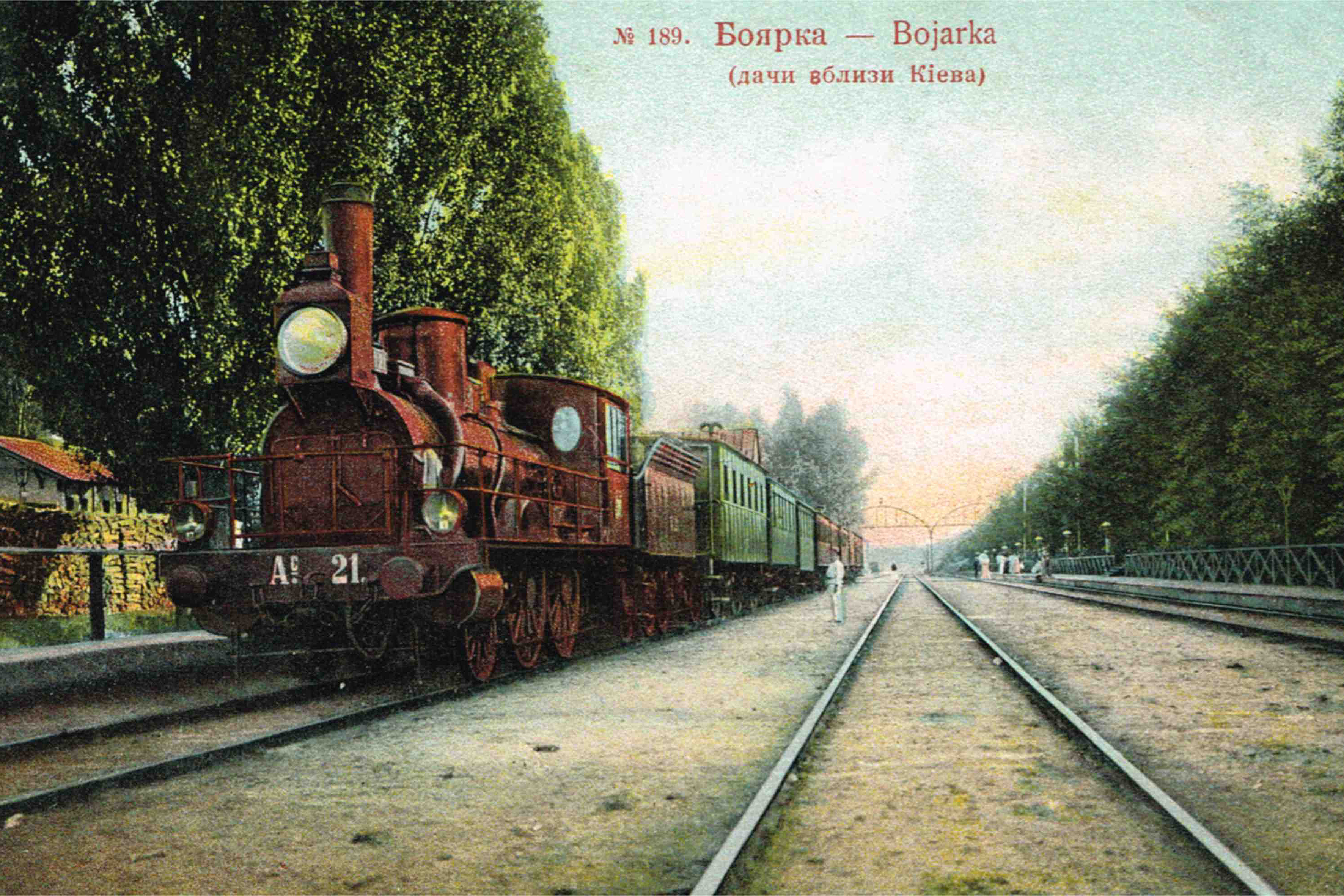
Станция Боярка, 1910 год

Расположена в городе Боярка в Фастовском районе Киевской области. Имеет две платформы берегового типа.
Открыта в 1870 году.
Около Боярки происходит действие романа Н. Островского «Как закалялась сталь» — Павка Корчагин с товарищами строят здесь узкоколейку для вывоза дров.